# Zilte roodkruin
De zilte roodkruin (Anisodactylus poeciloides) is een keversoort uit de familie van de loopkevers (Carabidae). De wetenschappelijke naam van de soort werd in 1828 gepubliceerd door James Francis Stephens.